# كاثلين ويلي
كاثلين ويلي (بالإنجليزية: Kathleen Willey) (ولدت في 2 يونيو 1946) هي مساعدة متدربة سابقة في البيت الأبيض، في 15 مارس، 1998، ظهرت على برنامج الأخبار التلفزيونية 60 دقيقة زاعمة أن بيل كلينتون كان قد اعتدى عليها جنسيا في 29 نوفمبر 1993، أثناء ولايته الأولى كرئيس. وكانت قد استدعت للادلاء بشهادتها في قضية التحرش الجنسي لبولا جونز.

## الإدعاء
وفقا لويلي، أثناء إحدى الاجتماعات في غرفة خاصة في المكتب البيضاوي، قام كلينتون باحتضانها بإحكام، وقبلها على الفم، ثم أمسك صدرها، وأجبرها على وضع يدها على أعضائه التناسلية. نفى كلينتون اعتدائه على ويلي. أما بالنسبة لمونيكا لوينسكي فشهدت بأن الأمر كله محض افتراء، فويلي امرأة صغيرة الثدي وأن كلينتون لن يراود أبدا مثل هذه المرأة.
وفقا لشهادة ليندا تريب أمام هيئة المحلفين الكبرى، فشهدت بأنها أحست بوجود علاقة بينهما منذ بداية انتمائها للبيت الأبيض. وان ويلي داومت حضور الاجتماعات التي يعقدها الرئيس مرتدية فستان أسود أعتقدت أن كلينتون يحبة. وأن ويلي سالتها عن إمكانية ترتيب لقاء بينها وبين الرئيس في بيت في خليج تشيسابيك.

## التحريات
ذكر التقرير الختامي لمكتب الولايات المتحدة أن ويلي وكلينتون هم الشهود المباشرين الوحيدين لاجتماعهم، وأن شهادة كل منهما تعارض شهادة الآخر. كما ذكرت أن كاثرين ويلي قد أعطت معلومات خاطئة لمكتب التحقيقات الفيدرالي حول علاقتها الجنسية مع صديقها السابق، وأعترفت بكذبها عندما واجهاها العملاء الفيدرالين بذلك. عقب اعتراف ويلي عن كذبها بخصوص صديقها، قرر المدعي العام عدم مقاضاتها بأي تهمة بشرط تعاونها الكامل وصدقها التام في التحقيق. أدت هذه الحادثة إلى بث الشك في هيئة المحلفين بخصوص شهادة ويلي، وبناء على ذلك رفض المدعي العام الدعوى.
وفقا لكتاب ينقد كلينتون للمؤلف كانديس جاكسون، أخبرت تريب لاري كينغ في فبراير 1999 أن كاثرين ويلي شخصية نزهية تقول الحقيقة حول تعرضها لاعتداء جنسي من قبل كلينتون. ومع ذلك فقد اختلفت شهادة تريب عن شهادة ويلي أمام هيئة المحلفين وقالت أن ويلي بدت متحمسة بشأن الاعتداء المزعوم.
تمتلك ويلي تاريخ مثير للجدل مثل إخبار صديقها أنها حامل وأنها أجهضت في حين أنها لم تفعل. في مساء 19 مارس عام 1998، قالت جولي هيت ستيل، صديقة كاثرين ويلي أن مستشار في البيت الأبيض طلب منها أن تكذب حول تعرض ويلي للتحرش من قبل الرئيس في المكتب البيضاوي.

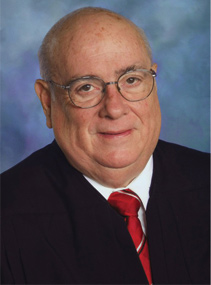
حكم القاضي رويس لامبيرث أن الرئيس كلينتون قد إرتكب جنائية بانتهاك قانون الخصوصية بنشر الرسائل بينه وبين ويلي حتى المكتوبة بعد الحادثة المزعومة

في مارس 2000، حكم قاضي محكمة مقاطعة أمريكية رويس لامبيرث أن الرئيس كلينتون قد إرتكب جنائية بانتهاك قانون الخصوصية بنشر الرسائل بينه وبين ويلي حتى المكتوبة بعد الحادثة المزعومة. قام ثلاثة قضاة في وقت لاحق برفع دعوى على البيت الأبيض حول هذه المسالة.
في 6 نوفمبر 2007، تم نشر كتابها الوقوع بين بيل وهيلاري كلينتون من دار نشر WND. قالت ويلي في كتابها أنه في عطلة عيد العمال عام 2007، تم اقتحام بيتها، وأن الشيء الوحيد المسروق هو مسودة الكتاب. أتهمت ويلي كلينتون بالسرقة في الشرطة.

## يوم الفضيحة
في يوليو 2015، أنشأت كاثرين ويلي موقع على الإنترنت باسم يوم الفضيحة. أطلق هذا الموقع بدعم تحقيقات كلا من توم واتسون ومافريك. أعاد الموقع نشر قصة بولا جونز وغيرها. في الآونة الأخيرة (أواخر عام 2015) أجرت ويلي مقابلة مع لاري كينغ تحدثت فيها مرة أخرى عن الحادثة. أدت هذه المقابلة إلى زيادة عدد زيارات الموقع إلى حوالي 2200 زيارة في اليوم الواحد.

## السياسة

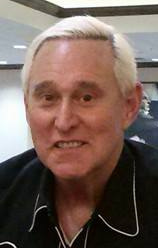
روجر ستون

في أكتوبر 2016، انضمت كاثرين ويلي إلى صف دونالد ترامب في مؤتمر صحفي قبل المناظرة الرئاسية الثانية لعام 2016 ضد بيل وهيلاري كلينتون. حضر المؤتمر أيضا كلا من خوانيتا برودريك، بولا جونز، وشيلتون كاثي. جنت ويلي 2500 دولار مقابل ظهورها في لجنة العمل السياسي التي يرأسها روجر ستون.

## الحياة الشخصية
ويلي تزوجت في نوفمبر تشرين الثاني عام 1999 من بيل سوتشكر،  الذي طلقت منه في عام 2006. وفي الوقت الراهن، تعمل وتقيم في مقاطعة باوهاتن، ولاية فرجينيا.

## وصلات خارجية
- كاثلين ويلي  على فيسبوك.
- Key Player: Kathleen Willey. Special Report: Clinton Accused. واشنطن بوست, Updated 1998-10-02
- Excerpt From Kathleen Willey's Deposition to Paula Jones' Lawyers, Coffee Shop Times
- Excerpt From President Clinton's Deposition to Paula Jones' Lawyers Regarding Willey, Coffee Shop Times
- Willey's involvement was life-altering USA Today
- Slick Willey Salon.com, 1998-03-18
- Kathleen Willey and Anita Hill نسخة محفوظة 13 يونيو 2008 على موقع واي باك مشين. Creators Syndicate, 1998-03-18
- Willey and the Beast نسخة محفوظة 14 أكتوبر 2007 على موقع واي باك مشين. Albion Monitor, 1998-03-31
- Tripp's testimony (600 page pdf).
- Starr and Willey: The Untold Story, The Nation, May 17, 1999
- Stalking the president Salon.com, 1999-01-22.
- "Kathleen's crusade" The Hook (newspaper), 2008-02-21